# Połączone Siły NATO Europy Północnej
Połączone Siły NATO Europy Północnej (ang. Allied Forces North Europe – AFNORTH) – jest to jedno z dwóch regionalnych dowództw NATO, obok Połączonych Sił NATO Europy Południowej (AFSOUTH). Główna siedziba AFNORTH znajduje się w Brunssum w Holandii. Jego dowódcą jest niemiecki lub brytyjski generał czterogwiazdkowy.
Państwa wchodzące w skład AFNORTH: Belgia, Czechy, Dania, Holandia, Luksemburg, Niemcy, Norwegia, Polska oraz Wielka Brytania. AFNORTH nadzoruje także Morze Północne, Morze Irlandzkie, kanał La Manche, Skagerrak, Kattegat, Morze Bałtyckie oraz dowodzi Międzynarodowymi Siłami Wspierającymi Bezpieczeństwo (ISAF) w Afganistanie.